# Borisz Gaganelov
Borisz Atanaszov Gaganelov (bolgárul: Борис Атанасов Гаганелов, Petrics, 1941. október 7. – Szófia, 2020. június 5.) bolgár válogatott labdarúgó. A bolgár válogatott tagjaként részt vett az 1966-os és az 1970-es világbajnokságon.

## Sikerei, díjai
CSZKA Szofija
- Bolgár bajnok (7): 1960–61, 1961–62, 1965–66, 1968–69, 1970–71, 1971–72, 1972–73
- Bolgár kupa (6): 1960–61, 1964–65, 1968–69, 1971–72, 1972–73, 1973–74